# (1277) Dolores
(1277) Dolores – planetoida z grupy pasa głównego asteroid okrążająca Słońce w ciągu 4 lat i 160 dni w średniej odległości 2,7 au. Została odkryta 18 kwietnia 1933 roku w Obserwatorium Simejiz na górze Koszka na Półwyspie Krymskim przez Grigorija Nieujmina. Nazwa planetoidy pochodzi od Dolores Ibárruri Gómez (1895-1989), hiszpańskiej polityk. Przed nadaniem nazwy planetoida nosiła oznaczenie tymczasowe (1277) 1933 HA.